# 德爾塔 (愛荷華州)
德爾塔（英語：Delta）是一個位於美國愛荷華州基奧卡克縣的城市。

## 地理
德爾塔的座標為41°19′27″N 92°19′46″W / 41.32417°N 92.32944°W，而該地的平均海拔高度為244米（即801英尺）。

## 人口
根據2010年美國人口普查的數據，德爾塔的面積為2.41平方千米，當中陸地面積為2.41平方千米，而水域面積為0.00平方千米。當地共有人口328人，而人口密度為每平方千米136人。